# David McGoldrick
David James McGoldrick (* 29. November 1987 in Nottingham) ist ein irischer Fußballspieler, der seit 2023 bei Notts County unter Vertrag steht. Von 2014 bis 2020 bestritt er zudem vierzehn Länderspiele (ein Treffer) für die irische Fußballnationalmannschaft.

## Sportlicher Werdegang

### Notts County
McGoldrick absolvierte den Großteil seiner Ausbildung im Jugendbereich bei seinem Heimatverein Notts County. In der Saison 2003/04 kam er zu seinen ersten vier Einsätzen im Herrenbereich. Sein Verein spielte zu diesem Zeitpunkt in der Football League Second Division, der dritthöchsten englischen Spielklasse. Gleich in der ersten Saison stieg McGoldrick mit seiner Mannschaft in die Football League Third Division ab.

### FC Southampton
Nach Abschluss der Saison wechselte McGoldrick zum FC Southampton und war dort zunächst in der Jugendmannschaft tätig. Southampton spielte in der Premier League 2004/05, stieg jedoch am Saisonende ab. McGoldrick kam daher erst in der Football League Championship 2005/06 zu seinem ersten Einsatz bei den Saints. Aufgrund mangelnder Spielpraxis wurde er während der Saison kurzfristig an seinen Jugendverein Notts County verliehen, kam dort jedoch auf keinen Saisontreffer.
Da er auch in der kommenden Saison überwiegend für die Jugendmannschaft und die Reservemannschaft von Southampton tätig war und dort zum besten Torschützen avancierte, entschied sich die Vereinsführung ihn erneut auszuleihen. Im Februar 2007 wurde er an den Drittligisten AFC Bournemouth ausgeliehen und erzielte in gut zwei Monaten in zwölf Spielen sechs Tore für seinen neuen Verein. Ende August 2007 wechselte er zum Saisonstart auf Leihbasis zu Port Vale, die zu diesem Zeitpunkt in der dritten Liga spielten. McGoldrick erzielte bis Januar 2008 zwei Tore in 17 Saisonspielen. In der Vorbereitung zur Saison 2008/09 gelang es ihm, sich durch eine ausgezeichnete Vorbereitung in die erste Mannschaft des FC Southampton zu spielen. Bis Saisonende erzielte er zwölf Tore in 46 Spielen, stieg jedoch mit Southampton aus der zweiten Liga ab.

### Nottingham Forest
Nach dem Abstieg wechselte McGoldrick Ende Juli 2009 für eine Million Pfund zu Nottingham Forest, die als Aufsteiger den Klassenerhalt in der 2. Liga geschafft hatten. Am 8. August 2009 bestritt McGoldrick seinen ersten Einsatz für Nottingham beim FC Reading. Seine neue Mannschaft erreichte in der Football League Championship 2009/10 den dritten Platz, scheiterte jedoch im Play-off-Halbfinale am FC Blackpool. Auch 2009/10 schaffte Forest den Einzug in die Play-offs, jedoch folgte abermals das vorzeitige gegen Swansea City.
Am 15. September 2011 wechselte er für einen Monat auf Leihbasis zum Drittligisten Sheffield Wednesday.

### Ipswich Town
Am 31. August 2012 folgte eine weitere Leihe. Für vier Monate ging McGoldrick zu Coventry City, wo er in 22 Spielen 16 Treffer erzielte.
Im Januar 2013 wurde der Stürmer erneut verliehen, diesmal an Ipswich Town. Zu Beginn der Saison 2013/14 verpflichtete ihn der Verein auf fester Vertragsbasis. In seiner ersten vollen Spielzeit in Ipswich erzielte der Angreifer vierzehn Tore für den Tabellenneunten der Football League Championship 2013/14. In der anschließenden Saison zog der Verein in die Aufstiegs-Play-offs ein, scheiterte dort jedoch bereits im Halbfinale am späteren Aufsteiger Norwich City. Auch in den kommenden drei Spielzeiten verblieb der nicht mehr an seine Trefferquote aus dem ersten Jahr anknüpfende McGoldrick mit seinem Team in der zweiten Liga.

### Sheffield United
Im Juli 2018 wechselte der 30-Jährige ablösefrei zum Zweitligisten Sheffield United. In Sheffield fand David McGoldrick zu seiner alten Treffsicherheit zurück und steuerte fünfzehn Ligatreffer zum Gewinn der Vize-Meisterschaft seiner Mannschaft in der EFL Championship 2018/19 bei. Nach dem daraus resultierenden Aufstieg spielte er erstmals in seiner Karriere in der höchsten englischen Spielklasse und sicherte sich mit United als sehr guter Tabellenneunter den Klassenerhalt in der Premier League 2019/20. In seiner zweiten Erstligasaison steigerte sich der Angreifer von zwei auf acht Ligatore. Seine Mannschaft konnte hingegen an die guten Leistungen der Vorsaison nicht anknüpfen und stieg als Tabellenletzter aus der Premier League 2020/21 ab. Nach dem verpassten direkten Wiederaufstieg in der EFL Championship 2021/22 erhielt er keinen neuen Vertrag und verließ somit den Verein nach vier Jahren.

### Derby County und Rückkehr nach Nottingham
Anfang Juli 2022 unterschrieb der 34-Jährige für ein Jahr beim Zweitliga-Absteiger Derby County. Für Derby County erzielte er in 39 Ligaspielen 22 Tore. Nach Ablauf des Vertrages kehrte er im Sommer 2023 zu Notts County zurück.

### Nationalmannschaft
McGoldrick, der adoptiert wurde und in England aufwuchs, war sich zunächst unsicher ob er für die Irland spielberechtigt ist, Recherchen ergaben aber Blutsbande sowohl seinerseits als auch seiner Adoptiveltern nach Irland. Er wurde erstmals zum EM-Qualifikationsspiel am 14. November 2014 gegen Schottland eingeladen, saß dort aber nur auf der Bank. Zu seinem ersten Länderspieleinsatz kam er vier Tage später in Dublin beim 4:1 im Freundschaftsspiel gegen die USA, wobei er in der Startelf stand, aber nach 77 Minuten beim Stand von 2:1 und zwei Torvorbereitungen ausgewechselt wurde. Erst im Juni 2015 kam er zu seinem zweiten Länderspiel, wurde beim 0:0 gegen England aber zur zweiten Halbzeit ausgewechselt. Auch wenn er danach zu keinem weiteren Einsatz kam, wurde er am 12. Mai 2016 von Nationaltrainer Martin O’Neill in das vorläufige 35 Spieler umfassende Aufgebot für die EM berufen. Er wurde danach in den beiden Testspielen vor der endgültigen Kadernominierung eingesetzt, aber letztlich nicht für die EM-Endrunde berücksichtigt.